# Novias de Drácula
Para la película de 1960 de Hammer, véase Las novias de Drácula
Las Novias de Drácula son personajes ficticios de la novela de 1897 de Bram Stoker Drácula. Son tres seductoras "hermanas" vampiro que residen con el Conde Drácula en su castillo en Transilvania, donde fascinan a los hombres con su belleza y encanto, y luego proceden a alimentarse de ellos. Drácula les proporciona víctimas para devorar, principalmente bebés.
Al igual que Drácula, son muertas vivientes, que pueden ser repelidas por la luz del sol, el uso del ajo y los objetos religiosos. En el capítulo tres de la novela, se describe a dos de ellas con cabello oscuro y ojos rojos, como Drácula, mientras que la otra es rubia, con cabello rubio y ojos azules.

## Novela
En algún momento cerca del comienzo de la novela, después de que Jonathan Harker llega al castillo de Drácula, este advierte a Harker que si sale de su habitación nunca duerma en ninguna otra habitación del castillo que no sea la suya, pero no le dice por qué, claramente consciente de que las hermanas lo matarían.
Una noche, ya tarde, Jonathan explora el castillo. Se sienta en una mesa a escribir en su diario y, cuando comienza a quedarse dormido, ve a tres mujeres de pie a la luz de la luna que no proyectan sombras. Las mujeres proceden a seducirlo y, cuando una de ellas comienza a besarle el cuello, él siente sus afilados dientes apenas raspando su carne. Luego, Drácula la agarra del cuello y la arroja lejos, reprendiendo a las novias por tratar de alimentarse de Harker cuando aún no había terminado con él. Él promete darles a Harker después de que se concluya su trato comercial y les da una "bolsa que se mueve" (Harker supone que es un niño) para apaciguarlas. Harker pronto teme por su vida, y en un momento piensa que ve a las novias bailando en el cielo fuera de su habitación, lo que fortalece su determinación de escapar. Drácula cumple su palabra y deja a Harker con las hermanas cuando se dirige a Inglaterra. Aunque Harker logra escapar del castillo poco después, queda gravemente traumatizado por el encuentro y se le diagnostica fiebre cerebral. Aunque pierden a su víctima, las novias continúan rondando el castillo y aterrorizando al pueblo cercano.
Las hermanas se vuelven a ver cerca del final de la novela cuando los protagonistas persiguen al Conde Drácula a Transilvania. Las hermanas aparecen repentinamente en el campamento de Abraham Van Helsing y la esposa de Jonathan Mina. Sintiendo que Mina está maldita con vampirismo, la invitan a unirse a ellas, refiriéndose a ella como su "hermana" y prometiendo no hacerle daño. Sin embargo, Van Helsing previamente había reducido una hostia consagrada a polvo y con el había formado un círculo alrededor del campamento. Debido a esta barrera protectora, tanto Mina como las hermanas no pueden cruzar la frontera. Aunque las vampiras se mantuvieron alejadas del campamento, permanecieron en la oscuridad hasta el amanecer, momento en el que huyeron de regreso al castillo. Al amanecer, Van Helsing descubre que sus caballos están muertos. Después de que Van Helsing encierra a a Mina en otro anillo de polvo de hostia consagrada, se dirige solo al castillo de Drácula para destruir a las vampiras y esterilizar la tumba de Drácula, evitando que pueda volver a entrar. Después de localizar las tumbas de las vampiras, las encuentra dormidas con los ojos abiertos. Intenta matar a la primera, pero casi falla cuando se fija en su belleza. Atrapado en un encantamiento, queda extasiado y perdido en un estado de incertidumbre. Abrumado por las emociones, se siente obligado a protegerlas e incluso se siente enamorado de ella. De repente escucha el 'Lamento del alma' de Mina que rompe el encantamiento y le permite terminar su trabajo. Primero usando un martillo de herrero para clavarle una estaca, luego procede a operarla, separando la cabeza del cuerpo y llenando la boca con ajo. Repite este proceso con las otras dos, lo que le toma un día entero para completar esa tarea.

## Personajes

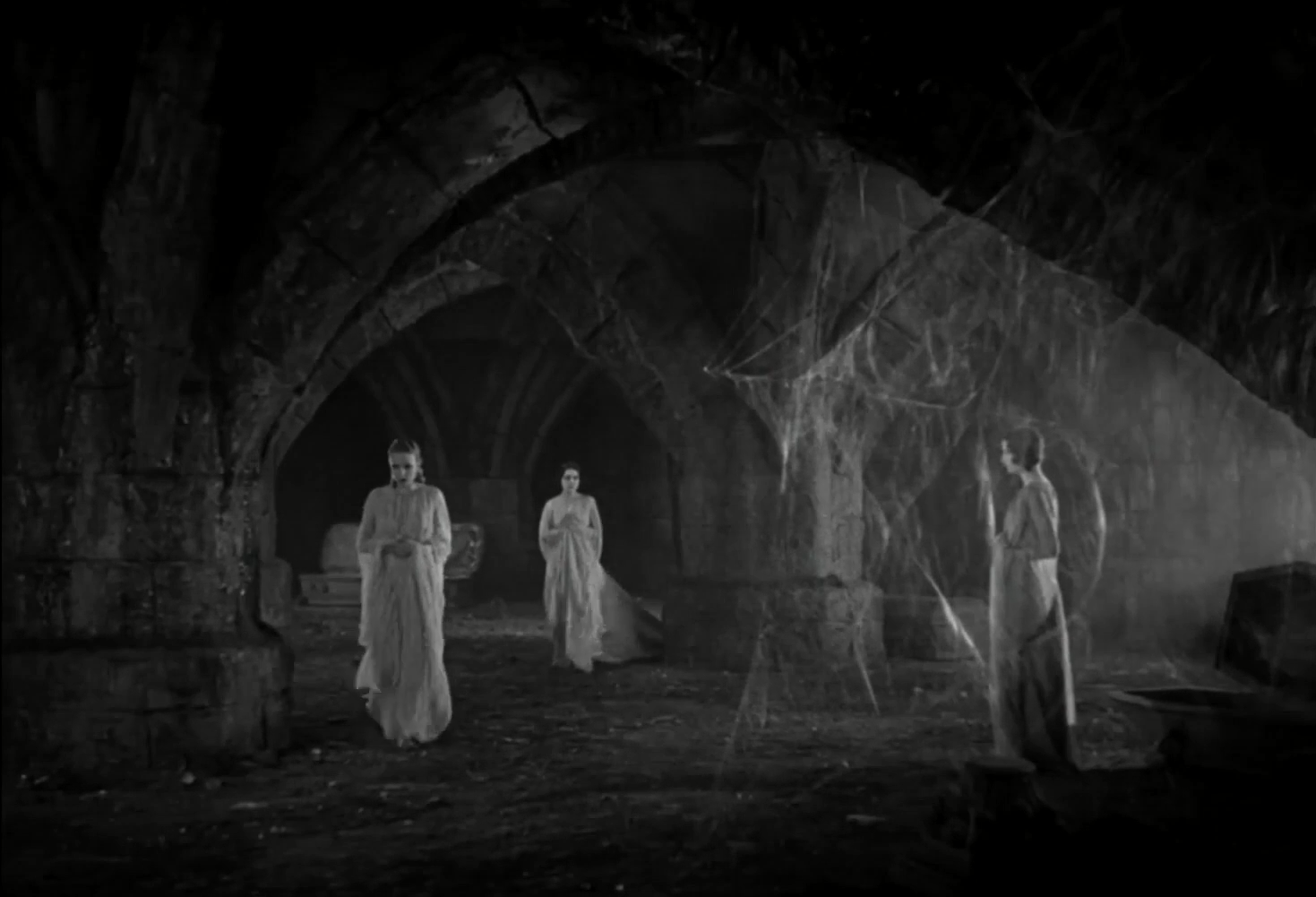
Las tres novias silenciosas en la película de 1931 Drácula.

En la novela, las tres vampiras no son nombradas individualmente. Colectivamente, se las conoce como las "hermanas", y en un momento se las describe como "extrañas hermanas". Aunque a las tres vampiras de Drácula generalmente se conocen como las "Novias de Drácula" en la cultura popular y los medios, nunca se las menciona como tales en la novela. En la novela no se menciona si están casadas con Drácula, ni se describe que tengan otra relación con él.
El origen y la identidad de las Hermanas, así como la verdadera naturaleza de su relación con el Conde Drácula, nunca se revelan. Uno de las tres puede haber sido identificada en el cuento "El invitado de Drácula", como la vampira llamada Condesa Dolengen de Gratz. El protagonista de la historia, que nunca se identifica, pero se presume que es Jonathan Harker, la encuentra en su tumba en Munich. Justo cuando está a punto de morderlo, un gran lobo que se presume es Drácula interviene y la destruye. El lobo mantiene al protagonista abrigado del frío y grita a los soldados cercanos para que se acerquen a su ubicación. En la novela, Harker escribe sobre una de las vampiras en el momento en que está con ellas, afirmando: "De alguna manera me parecía conocer su rostro y conocerlo en relación con algún miedo soñador, pero no podía recordar en ese momento cómo o dónde."
Las dos mujeres vampiro de cabello oscuro se describen como facialmente parecidas al Conde, en el sentido de que las tres tienen nariz aguileña. Se ha sugerido a partir de esto que puede haber sido la intención de Stoker que estas dos fueran las hijas de Drácula, extendiendo la metáfora sexual del vampirismo al incesto. Cuando las novias descubren a Harker por primera vez, la vampira rubia es la primera en tratar de alimentarse de él, y una de las otras dice: "Tuyo es el derecho de comenzar", lo que significa que ella tiene algún estatus sobre las demás. Esto podría implicar que la vampira rubia es la esposa o consorte de Drácula, y la madre de las dos mujeres de cabello oscuro, si es que son sus hijas. Cuando Van Helsing descubre las tumbas de las hermanas, la de la rubia es mucho más opulenta que las demás, como si fuera un ser querido o alguien de alto estatus. Harker describe a las mujeres como "damas por su vestimenta y modales", lo que indica que los vampiros son de alto linaje, lo que sugiere aún más la idea de que son la familia de Drácula. Se muestra que la vampira rubia actúa de una manera ligeramente rebelde hacia Drácula cuando él la regaña por intentar alimentarse de Harker; La reacción de Drácula al descubrir a las hermanas con Harker es tanto la de un esposo celoso como la de un padre enojado. Las mujeres vampiro afirman que Drácula no las ama, ni él las ha amado nunca, pero Drácula insiste en que las ama y demuestra que se preocupa por ellas al proporcionarles víctimas de las que alimentarse. Sin embargo, no se explica por qué las dejó en Transilvania en lugar de llevárselas a Londres con él.
Aunque nunca se especifica, es posible que el término "hermana" no se deba entender en el sentido literal y, en cambio, sea más comparable a la relación entre mujeres y no como parentesco entre ellas o con Drácula. También aparecen en la novela llamando a Mina Harker su hermana después de que se ve obligada a beber la sangre de Drácula, lo que la aqueja de vampirismo. Mina y su mejor amiga (y futura víctima de Drácula) Lucy Westenra también se llaman hermanas en la novela a pesar de no tener ninguna relación consanguínea. Las mujeres vampiro pueden ser sus esposas a lo largo de su vida, descendientes suyas a quienes convirtió en vampiros o simplemente mujeres no específicas que mató y convirtió en vampiros para crear más de su especie.
Como vampiros, las hermanas son poderosas por derecho propio; su belleza y encanto seductor ocultan sus naturaleza depredadora y letal. Su belleza y forma coqueta parecen ser su mayor poder cuando se trata de hechizar a sus víctimas en un estado de trance. Harker y Van Helsing se sienten atraídos por ellas y, sin embargo, les repelen. Aparentemente pueden aparecer de la nada y son inhumanamente fuertes, como se muestra cuando matan a los caballos de Van Helsing. También tienen el poder de volar, como se ve cuando vuelan en el aire con sus vestidos colgando detrás de ellas.
Las vampiras sirven como presagio de la amenaza del vampirismo en la historia que, como se ve con Lucy más adelante, incluye el poder de corrupción de Drácula sobre sus víctimas una vez que les ha drenado la sangre y las ha transformado en vampiros.

## Adaptaciones en la pantalla
Por lo general, las tres novias aparecen en las adaptaciones cinematográficas de la novela, aunque algunas adaptaciones cinematográficas las representan como rubia, morena y pelirroja. Por lo general, se las representa como mujeres jóvenes encantadoramente hermosas, coquetas y seductoras, a menudo apareciendo como succubi en la noche, vestidas con camisones de seda y comportándose de una manera salvaje y sexualmente agresiva.
- Las tres novias hicieron apariciones silenciosas en la película de 1931 Drácula y la versión en español de Drácula. (La última película, filmada simultáneamente en los mismos escenarios por la noche con un elenco y un equipo separados, muestra a las novias más sexualizadas que en la versión en inglés, mucho más recatadas). En la película en inglés, ellas son interpretados por Geraldine Dvorak, Cornelia Thaw y Dorothy Tree .

- Tanto en  Drakula İstanbul'da  (1953) como en Horror of Dracula (1958) solo aparece una novia. En la última película, la novia sin nombre es interpretada por Valerie Gaunt, quien engaña y ataca a Jonathan Harker y luego es estacada por él, transformándose de una hermosa joven en una vieja bruja mientras muere.

- Las tres novias hacen apariciones silenciosas en la adaptación televisiva de 1968 Drácula. Aunque no tienen diálogo, las novias son considerablemente salvajes en su comportamiento, gruñendo, chillando y arañando a su víctima, Jonathan Harker. También se los representa con una apariencia desordenada, con el pelo desarreglado, con ropa andrajosa y cabello sucio y enmarañado. En particular, una de las novias es una mujer negra (interpretada por Nina Baden-Semper) que parece ser única entre las adaptaciones de Drácula. Las otras dos novias fueron interpretadas por Margaret Nolan y Valerie Muller.

- Las tres novias aparecen y tienen diálogos en la película El Conde Drácula (1970).

- Las tres novias aparecen y tienen líneas en la película para televisión checoslovaca Hrabe Drakula (1971). Las novias en esta versión visten vestidos elaborados acordes con su condición de mujeres nobles y tienen títulos personales: Madame, Marquesa y Condesa, respectivamente. Están interpretadas por Olga Jirouskova, Marie Joanovicova y Vera Kresadlova.

- Las tres novias están presentes pero en silencio en la adaptación televisiva de Bram Stoker's Dracula (1974). Están interpretadas por Sarah Douglas, Virginia Wetherell y Barbara Lindley. En esta versión, matan a Jonathan Harker y lo convierten en vampiro.

- Los tres aparecen y tienen líneas en la producción de la BBC titulada Count Dracula (1977). Están interpretadas por Susie Hickford, Sue Vanner y Belinda Meuldijk. Una de las novias de esta adaptación es una francesa.

- La serie de televisión, adaptación de Drácula (1973) de Purple Playhouse, presenta sólo dos novias en lugar de tres. Primero se materializan en la biblioteca e intentan alimentarse de un Harker dormido. Drácula les impide matarlo y les ordena que se vayan. Más tarde se le aparecen a Harker Shoerly después de que Drácula se fue a Inglaterra, afirmando que ahora que Drácula los ha dejado, son "sus novias" y proceden a alimentarse de él. No se les ve después de esto.

- En la película de Francis Ford Coppola, Drácula, de Bram Stoker (1992), las novias fueron interpretadas por Monica Bellucci, Michaela Bercu y Florina Kendrick. El diálogo de Bellucci, Bercu y Kendrick fue en rumano y, según los informes, Kendrick ayudó a sus compañeros de reparto a hablar su lengua materna correctamente. En esta adaptación, el vampiro interpretado por Kendrick está claramente inspirado en Medusa y tiene serpientes vivas enrolladas en su cabello; y la interpretada por Bellucci parece estar basada en una princesa árabe debido a su atuendo. La vampira morena, interpretado por Kendrick es la líder, en lugar de la rubia, interpretada por Bercu. Las tres novias tienen líneas de conversación: la novia interpretada por Bellucci es la novia que llama a Jonathan Harker a su habitación en idioma inglés), la novia interpretada por Bercu es la que le dice a Drácula que nunca ha amado y la novia interpretada por Kendrick se burla de Van Helsing.

- En la parodia Dracula: Dead and Loving It (1995), sólo aparecen dos novias. Se los representa muy sexualizados cuando llegan por primera vez a la habitación donde se hospeda Renfield mientras intentan seducirlo. Drácula lo salva de las novias y las despide antes de convencer al ingenuo Renfield de que simplemente había tenido un sueño extraño. Las novias no son nombradas ni tienen ningún diálogo hablado en esta película y se desconoce su destino al final de la película.

- Tres novias aparecen en la miniserie de televisión italiana La maldición de Drácula (2002). Como en la versión de 1992, hablan en su lengua materna y resaltan su naturaleza sobrenatural al poder volar y atravesar objetos.

- Si bien las novias generalmente permanecen sin nombre, se llaman Verona, Aleera y Marishka en la película Van Helsing (2004), interpretadas respectivamente por Silvia Colloca, Elena Anaya y Josie Maran. Verona es la mayor de las novias y la consorte de Drácula, mientras que Aleera y Marishka son sus concubinas. Aleera, la más joven del trío, es retratada como la más viciosa. Sus roles se amplían enormemente a los de antagonistas secundarios, motivados por la necesidad de encontrar una manera para que sus descendientes vivan, ya que sus hijos vampiros nacen muertos. También se les da la capacidad de transformarse en criaturas parecidas a arpías y volar.

- Al comienzo de la película Drácula 3D (2012), Drácula ataca a una joven llamada Tania -interpretada por Miriam Giovanelli- después de que ella conoce en secreto a un amante, convirtiéndola en un vampiro y su secuaz. Más tarde, él la hace pasar por su sobrina ante Harker, a quien ella intenta seducir. Tania finalmente es enviada por Van Helsing.

- En la serie de televisión Drácula (2020), la actriz Lujza Richter interpreta a una de las novias vampiro, llamada Elena. En esta versión, Drácula mantiene a todas sus novias encerradas en grandes cajas, realizando experimentos con ellas y no permitiéndoles moverse libremente por el castillo. También parece referirse a cualquiera que convierta en vampiro como "novia" (ya que también usa el término para referirse a Jonathan Harker, quien es asesinado y convertido en no-muerto en esta versión).